# Sumo Do, Sumo Don't
Sumo Do, Sumo Don't (シコふんじゃった。, Shiko funjatta) è un film del 1992 diretto da Masayuki Suō.
Pellicola giapponese che in forma di commedia racconta l'esperienza di un giovane con il sumo, sport nazionale fortemente legato alla tradizione, sulla scorta di quanto vissuto personalmente dal regista ai tempi dell'università.

## Trama
Shuhei Yamamoto, studente universitario svogliato, scopre di non avere i crediti necessari per laurearsi. Il suo professore, Anayama, gli propone un accordo: se parteciperà al torneo universitario di sumo, chiuderà un occhio sulle sue mancanze. Shuhei accetta e si unisce alla squadra di sumo dell'università, composta da personaggi eccentrici e inesperti. Insieme affrontano sfide e crescono sia come atleti che come individui.

## Produzione
Il film è stato prodotto da Cabin Company Ltd. e Daiei Studios, con la distribuzione affidata a Toho. Le riprese si sono svolte principalmente in ambienti universitari e palestre tradizionali giapponesi. Il titolo originale giapponese fa riferimento al gesto rituale del sumo, mentre il titolo internazionale gioca sul contrasto tra la disciplina del sumo e l'approccio comico del film.

## Riconoscimenti
- Awards of the Japanese Academy 1993
  - Miglior film
  - Miglior regia a Masayuki Suō
  - Miglior sceneggiatura a Masayuki Suō
  - Miglior attore protagonista a Masahiro Motoki
  - Miglior attore non protagonista a Naoto Takenaka
  - Candidatura a Miglior attrice non protagonista a Misa Shimizu
  - Candidatura per il Miglior montaggio a Junichi Kikuchi